# ريتشارد تومسون (رسام رسوم متحركة)
ريتشارد تومسون (بالإنجليزية: Richard Thompson)‏ هو رسام رسوم متحركة أمريكي، ولد في 26 أغسطس 1914 في داكوتا الجنوبية في الولايات المتحدة، وتوفي في 12 يونيو 1998 في هيرموسا بيتش في الولايات المتحدة.

## وصلات خارجية
- ريتشارد تومسون على موقع IMDb (الإنجليزية)
- ريتشارد تومسون على موقع قاعدة بيانات الفيلم (الإنجليزية)